# Vittime austriache nella battaglia di Lissa
Un elenco di Vittime austriache nella battaglia di Lissa non sembra essere mai stato ufficialmente creato. Col passare degli anni la battaglia di Lissa è stata interpretata in modo molto difforme dalle varie storiografie nazionali.
Ad oggi non è ancora stata effettuata una specifica ricerca archivistica sulle specifiche nazionalità dei marinai imperiali, ma dalla lettura dei quotidiani austriaci del tempo si riescono a ricavare gli elenchi nominativi dei morti e feriti, che nei giorni immediatamente successivi alla battaglia vennero pubblicati su segnalazione dello stesso comando della flotta. Risultano pertanto disponibili i nomi di 26 morti (su un totale di 38) e 133 feriti (su 138), che possono rappresentare un parziale spaccato della composizione multietnica dell'allora marina da guerra austriaca. L'elenco che segue riporta i nomi propri dei marinai quasi sempre tradotti in tedesco, come era spesso uso al tempo:
- Erzherzog Ferdinand Max
  - Morti: Marineinfanteriegemeiner Georg Kamiuk
  - Feriti gravi: Steuermann 3. Klasse Franz Seemann - Marineinfanteriecorporal Alois Pisek
  - Feriti leggeri: Matrose 3. Klasse Peter Kusmick - Stückmatrose 2. Klasse David Pitschmann - Marineinfanteriecorporal Wenzel Kordula
- Prinz Eugen
  - Feriti leggeri: Büchsenmacher 1. Klasse Franz Pelant
- Drache
  - Feriti gravi: Matrose 1. Klasse Franz Viezzoli - Matrose 2. Klasse Georg Bognolo - Matrose 3. Klasse Thomas Dabo - Franz Gerbaz - Nikolaus Versaiko
- Salamander
  - Feriti leggeri: Marsgast Lucas Scopinich - Matrose 1. Klasse Angelo Filiputti - Matrose 3. Klasse Anton Disetti - Anton Chiossich - Tambour Dominik Bruschina - Marineinfanteriegemeiner Joseph Petryczyn - Domenico Sumilars
- Don Juan d'Austria
  - Morti: Maschinenwärter 2. Klasse Karl Koenigsbauer
  - Feriti leggeri: Stückmatrose 1. Klasse Joseph Kafka - Matrose 1. Klasse Gustav Fruehlinger - Matrose 2. Klasse Johann Verbora - Arsenalsarbeiter 3. Klasse Franz Zanetti
- Kaiser Max
  - Feriti gravi: Quartiermeister Marko Sablich
  - Feriti leggeri: Matrose 1. Klasse Georg Zaccai - Matrose 2. Klasse Peter Pettani
- Kaiser
  - Morti: Bootsmann 3. Klasse Johann Sviciarovich - Obersteuermann Mathias Lenaz - Matrose 1. Klasse August Marchesan - Simon Tebaldi - Matrose 2. Klasse Franz Nuklich - Matrose 3. Klasse Johann Gerkovic - Johann Skennber - Lazarus Borovic - Johann Ivancovich - Mathias Senta - Angelo Demeneghetti - Peter Polovinco - Elias Svitic - Anton Stanic - Peter Boncovich - Marineinfanteriegemeiner Alois Spadolin - Paul Sinayrsky - Baselius Huzetowsky
  - Feriti gravi: Bootsmann 1. Klasse Joseph Budua - Steuermann 1. Klasse Ivan Vindulich - Steuermann 2. Klasse Vincenz Vianello - Quartiermeister Dominik Ballarin - Marsgast Peter Ghezzo - Johann Busetto - Matrose 1. Klasse Anton Ciosotti - Joseph Colombo - Thomas Tottich - Thomas Blasevich - Joseph Scarpa - Matrose 2. Klasse Franz Jahn - Matrose 3. Klasse Joseph Sambo - Johann Paulicevich - Fabian Marcovich - Jurco Bartovich - Anton Alduch - Mathias Stanich - Stephan Solich - Mathias Mestrovich - Anton Busetto - Janko Pastovich - Marino Lietakovich - Felix Turina - Simon Marcovich - Andreas Busetto - Ivan Bonacich - Simon Luces - Marineinfanteriegemeiner Ivan Busniu
  - Feriti leggeri: Schiemann Georg Percovich - Marsgast Martin Czar - Matrose 1. Klasse Johann Sokovich - Lorenz Penzo - Matrose 2. Klasse Anton Gavagnin - Anton Grubich - Florian Lupich - Alois Bidinotti - Anton Piazon - Matrose 3. Klasse Anton Boschiero - Gregor Bovolenta - Gregor Covacevich - Peter Obratoro - Santo Lunetich - Angelo Vianello - Thomas Czorich - Jakob Juran - Johann Baldin - Michael Gregorich - Elias Erzegh - Simon Surabaza - Markus Martinovich - Anton Rigovich - Anton Risvan - Anton Szendic - Simon Popovich - Jure Sickich - Armund Grubinich - Vincenz Bobbo - Lukas Gerbatz - Franz Bilaver - Santo Rosetti - Vincenz Vianello - Domenik Scavelli - Georg Baritz - Ivan Lucinof - Tambour Alois Berti - Maschinenwärter 1. Klasse Joseph Sivic - Marineinfanterie-Führer Johann Werner - Marineinfanterie Corporal Michael Jablonotsch - Marineinfanteriegemeiner Adam Reiza - Theodor Komiz - Peter Schlensak - Theodor Togat - Ivan Binduz - Ivan Basnik- Hornist Franz Madiera
- Novara
  - Morti: Matrose 1. Klasse Johann Avokat - Matrose 2. Klasse Heinrich Busetto - Matrose 3. Klasse Ernst Desopra - Joseph Furlan - Lucas Kure
  - Feriti gravi: Matrose 3. Klasse Mathias Modum - Andreas Pauletich - Mar Bidali - Paul Pavich
  - Feriti leggeri: Obersteuermann Johann Feretich - Matrose 3. Klasse Nikolaus Matelian - Louis Alegretto - Indient Danduo - Joseph Dadich - Joseph Hauser - Marcus Battistich - Joseph Ivanovich - Joseph Checco - Ivan Sollich - Marineinfanteriegefreiter Ilko Jakovinius - Marineinfanteriegemeiner Anton Silvestri - Stückmatrose 2. Klasse Franz Knobloch
- Schwarzenberg
  - Feriti gravi: Marsgast Alois Spnicich
- Adria
  - Feriti gravi: Arsenalsarbeiter 1ª classe Mathias Buranello - Franz Baffich - Arsenalsarbeiter 3. Klasse Joseph Ragazzoni - Marineinfanteriegemeiner Joseph Dudek
  - Feriti leggeri: Matrose 1. Klasse Anton Pillepich - Marineinfanteriegemeiner Mar Gunfregov - Arsenalsarbeiter Joseph Sbisa
- Donau
  - Morti: Marsgast August Arnold
  - Feriti gravi: Marsgast Alexander Wuensche - Matrose 2. Klasse Joseph Filippo
- Kaiserin Elisabeth
  - Feriti gravi: Matrose 2. Klasse Franz Stuparich - Baselovich - Michojovich
  - Feriti leggeri: Unterstuckmeister Franz Bittner - Marinerinfanteriegemeiner Johann Blasich